# Wayne's World
Wayne's World (también conocida como El mundo de Wayne y El mundo según Wayne) es una película estadounidense de 1992, dirigida por Penelope Spheeris y que se convirtió junto a la primera cinta de "The Blues Brothers" en uno de los filmes más exitosos derivados del exitoso programa de humor "Saturday Night Live".

## Argumento
Wayne Campbell, un joven que toca la guitarra y es amante del rock, es conductor de un programa juvenil junto con su introvertido y raro amigo Garth Algar, quien toca la batería. Junto con otros de sus amigos, que a su vez son el personal del programa, montan su producción en el sótano de una casa, en Aurora, Illinois. Benjamin Oliver, un productor televisivo, los encuentra y decide que son perfectos para promocionar la campaña de una empresa patrocinadora de videojuegos, comprando los derechos del programa para emitirlo por televisión abierta. El productor comienza a influir demasiado en el programa y este toma un estilo más comercial. Esto hace que Wayne y Garth se peleen. Para peor, el productor quiere quedarse con Cassandra Wong, novia de Wayne y cantante de un grupo llamado "Crucial Taunt".
Los amigos de Wayne piratean un satélite para transmitir la presentación de Cassandra a un famoso productor discográfico. Al no estar satisfechos con el final, Wayne y Garth recrean el final al estilo de "Scooby Doo" y posteriormente con un final "Mega Feliz" donde Cassandra consigue su contrato y se reconcilia con Wayne, Garth conoce a la chica de sus sueños y Benjamin cambia, aprendiendo que el dinero, un buen auto y ser apuesto no necesariamente dan la felicidad.

## Secuela
En 1993 se estrenó la secuela Wayne's World 2, en la que pretenden montar un festival de música llamado Wayne Stock.

## Reparto
| Personaje             | Actor                 | Doblaje España           | Doblaje México       |
| --------------------- | --------------------- | ------------------------ | -------------------- |
| Wayne Campbell        | Mike Myers            | Sergio Zamora            | Genaro Vásquez       |
| Garth Algar           | Dana Carvey           | Luis Fenton              | Yamil Atala          |
| Benjamin Kane         | Rob Lowe              | Juan Antonio Bernal      | Guillermo Sauceda    |
| Cassandra Wong        | Tia Carrere           | Nuria Mediavilla         | Cristina Camargo     |
| Noah Vanderhoff       | Brian Doyle-Murray    | José Luis Sansalvador    | Alfonso Ramírez      |
| Ron Paxton            | Charles Noland        |                          | César Árias          |
| Glen                  | Ed O'Neill            | Antonio Gómez de Vicente | Mario Castañeda      |
| Policía malo / T-1000 | Robert Patrick        |                          | Martín Soto          |
| Davy                  | Michael Hagerty       | Carles Canut             | Víctor Hugo Aguilar  |
| Stacy                 | Lara Flynn Boyle      | Vicky Peña               | Patricia Acevedo     |
| Alan                  | Michael DeLuise       |                          |                      |
| Neil                  | Dan Bell              | Rafael Calvo             |                      |
| Terry                 | Lee Tergesen          | Jordi Ribes              |                      |
| Russell Finley        | Kurt Fuller           | Antonio Lara             | Pedro D'Aguillón Jr. |
| Phil                  | Sean Gregory Sullivan |                          |                      |
| Alice Cooper          | Él mismo              | Juan Carlos Gustems      | Martín Soto          |
| Tiny                  | Meat Loaf             | Alfonso Vallés           |                      |
| Señora Vanderhoff     | Colleen Camp          | Rosa Guiñón              | Ángela Villanueva    |
| Guarda de seguridad   | Chris Farley          | Miguel Marquillas        |                      |